# Mistrovství světa v atletice do 17 let
Mistrovství světa v atletice do 17 let je mezinárodní atletický šampionát sportovců, kterého se mohou zúčastnit atleti do sedmnácti let a mladší. Od roku 1999 ho pořádá každé dva roky atletická federace IAAF. Pátý ročník šampionátu se konal v Ostravě.

## Přehled šampionátů
| N°  | Ročník | Město      | Země     | Datum konání                |
| --- | ------ | ---------- | -------- | --------------------------- |
| 1.  | 1999   | Bydhošť    | Polsko   | 16. července – 18. července |
| 2.  | 2001   | Debrecín   | Maďarsko | 12. července – 15. července |
| 3.  | 2003   | Sherbrooke | Kanada   | 9. července – 13. července  |
| 4.  | 2005   | Marrákeš   | Maroko   | 13. července – 17. července |
| 5.  | 2007   | Ostrava    | Česko    | 11. července – 15. července |
| 6.  | 2009   | Brixen     | Itálie   | 8. července – 12. července  |
| 7.  | 2011   | Lille      | Francie  | 6. července – 10. července  |
| 8.  | 2013   | Doněck     | Ukrajina | 10. července – 14. července |
| 9.  | 2015   | Cali       | Kolumbie | 15. července – 19. července |
| 10. | 2017   | Nairobi    | Keňa     | 12. července – 16. července |

## Čeští medailisté
| Rok  | Atlet              | Disciplína                | Výkon      | Zlato         | Stříbro          | Bronz            |
| ---- | ------------------ | ------------------------- | ---------- | ------------- | ---------------- | ---------------- |
| 2001 | Veronika Plesarová | Běh na 800 metrů          | 2:06,01    |               | Stříbrná medaile |                  |
| 2001 | Zuzana Kosová      | Běh na 100 metrů          | 11,83      |               |                  | Bronzová medaile |
| 2001 | Zuzana Kosová      | Běh na 200 metrů          | 23,98      |               |                  | Bronzová medaile |
| 2001 | Andrea Květová     | Hod oštěpem               | 51,49 m    |               |                  | Bronzová medaile |
| 2003 | Zuzana Hejnová     | Běh na 400 metrů překážek | 57,54      | Zlatá medaile |                  |                  |
| 2003 | Denisa Ščerbová    | Skok daleký               | 640 cm     |               | Stříbrná medaile |                  |
| 2003 | Lukáš Patera       | Osmiboj                   | 6 316 bodů |               |                  | Bronzová medaile |
| 2005 | Vladislav Tuláček  | Vrh koulí                 | 19,97 m    |               | Stříbrná medaile |                  |
| 2007 | Kateřina Cachová   | Sedmiboj                  | 5 641 bodů | Zlatá medaile |                  |                  |
| 2007 | Jaroslav Hedvičák  | Osmiboj                   | 6 212 bodů |               | Stříbrná medaile |                  |
| 2013 | Jan Doležal        | Osmiboj                   | 6 222 bodů |               |                  | Bronzová medaile |
| 2015 | Michaela Hrubá     | Skok do výšky             | 190 cm     | Zlatá medaile |                  |                  |
| 2015 | Lada Pejchalová    | Skok do výšky             | 182 cm     |               |                  | Bronzová medaile |
| 2017 | Barbora Malíková   | Běh na 400 metrů          | 52,74      | Zlatá medaile |                  |                  |